# Anyone Who Had a Heart
Anyone Who Had a Heart è un brano musicale scritto da Burt Bacharach e Hal David e pubblicato nel 1963 come singolo dalla cantante Dionne Warwick.

## Tracce
- 7"

1. Anyone Who Had a Heart
2. The Love of a Boy

## Cover
Nel 1964 Cilla Black pubblicò il brano come cover, con la produzione di George Martin. Sempre negli anni '60 la cantante Petula Clark ha realizzato il brano in lingua italiana con il titolo Quelli che hanno un cuore e in lingua francese con il titolo Ceux qui ont un cœur.
Nel 2012 la canzone è stata incisa da Josie James e inserita nell'album That Jazz.
Mina eseguì il brano, con strepitosa versione, durante la dodicesima puntata di Canzonissima 1968, 14 dicembre. Mai inciso su disco.La registrazione, dallo spettacolo TV, e ' apparsa nella raccolta audio cd  RARO, Signori Mina e nei dvd video MINA GLI ANNI RAI.  L'arrangiamento di Bruno Canfora.